# Vallsundsbron
Vallsundsbron förbinder ön Frösön (Östersund) med fastlandet söder om Storsjön. Bron är 1 504 meter lång, och därmed Sveriges nionde längsta bro (fjärde längsta vägbron som ägs av Trafikverket). Den segelfria höjden är 18 meter och bron invigdes 16 september 1998. Innan bron byggdes trafikerades sundet året runt med en färja. Vintertid anordnades även en isväg över sundet.